# Instituto Regional de Castilla y León
El Instituto Regional Castellano-Leonés (IRC-L) fue una sociedad regionalista de Castilla y León.

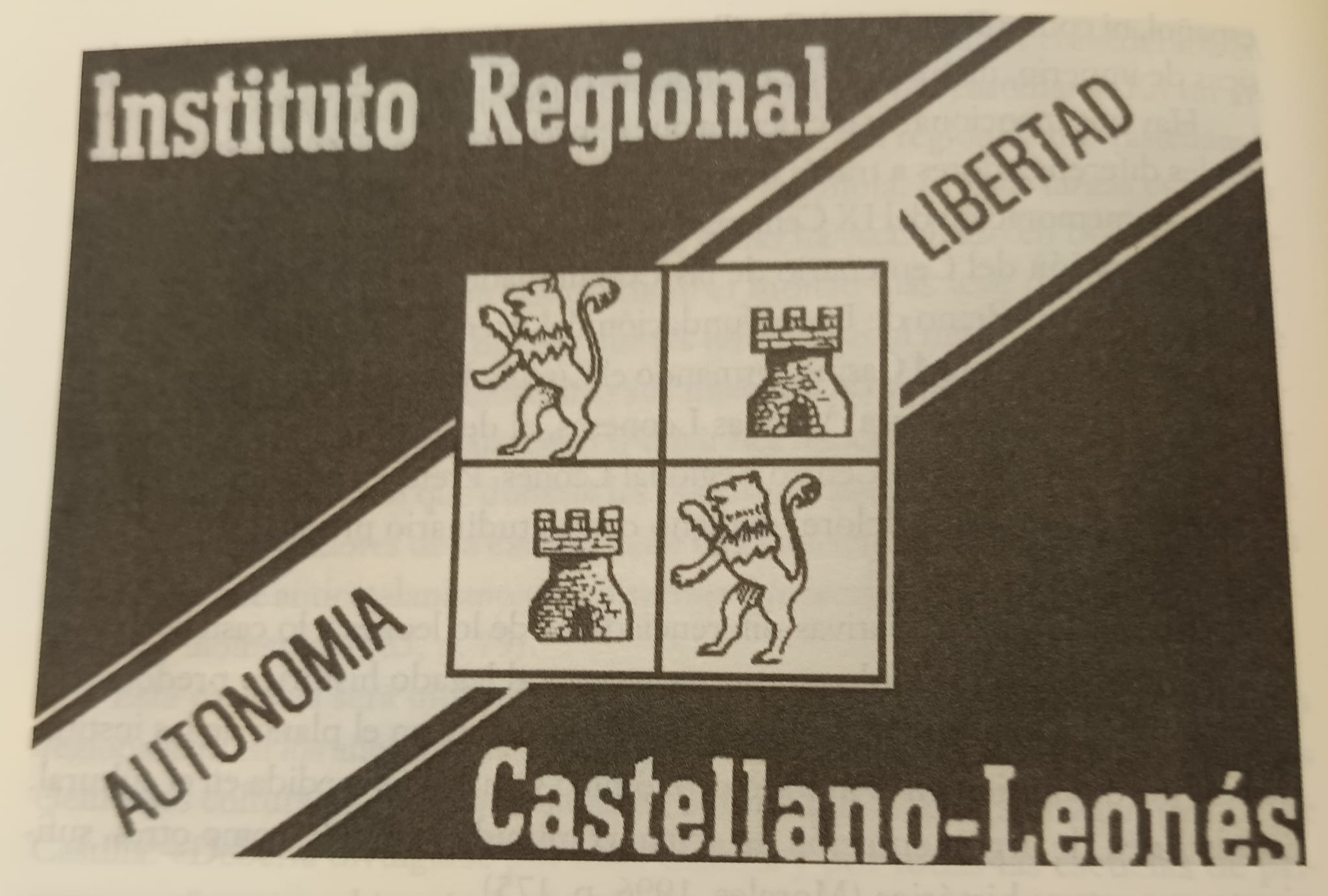
Instituto Regional Castellano-leonés

## Orígenes
Nació legalmente en Paredes de Nava (Palencia) el  28 de marzo de 1976, si bien se había constituido previamente en Lerma (Burgos) el 17 de enero de 1976. Su forma legal fue la de Sociedad Anónima, con el fin de evitar el control que el régimen ejercía sobre las asociaciones. 
Surgió impulsado por personas de la oposición clandestina al régimen franquista, algunos de ellos agrupados en la denominada Platajunta (Coordinación Democrática). 
Entre sus más de 300 miembros promotores predominaban intelectuales, profesores universitarios, periodistas, ecologistas, miembros del movimiento vecinal y de cristianos de base, así como militantes de partidos políticos progresistas a título individual, lo que evidenciaba el carácter heterogéneo del Instituto Regional Castellano-Leonés.

## Objetivos
El objetivo principal del Instituto fue el estudio y análisis integral de los recursos naturales, económicos y humanos de Castilla y León, así como el diseño de modelos de desarrollo regional con el fin de conseguir la autonomía para las nueve provincias de la Cuenca del Duero, aunque su propuesta estaba abierta, además, a la posible incorporación de las provincias de Logroño y Santander. 
El Instituto abogó por superar la explotación de las oligarquías, poner fin al caciquismo y conseguir la descentralización territorial del poder político que permitiera salir a Castilla y León del subdesarrollo y de la dependencia económica. Criticó el centralismo, al que consideraba principal responsable de la ruina histórica de Castilla y León, una región que, según el Instituto, se encontraba en situación crítica con grandes problemas de despoblamiento y emigración. 
Los planteamientos del Instituto Regional Castellano-Leonés eran solidarios con las reivindicaciones autonomistas de otras regiones y nacionalidades.

## Miembros
El primer presidente del Instituto Regional fue el economista soriano Emilio Ruiz Ruiz, sustituido a los pocos meses por José Luis Martín Rodríguez, catedrático de Historia Medieval de la Universidad de Salamanca. Su Secretario General fue Carlos Carrasco-Muñoz de Vera, abogado segoviano miembro de la asociación ecologista AEORMA-Cuenca del Duero (Asociación Española para la Ordenación del Medio Ambiente).
Fueron miembros del Instituto Regional, entre otros: los economistas Carlos Sáenz de Santamaría, Isaac Aragón y José Luis Díez Hoces; los profesores y catedráticos universitarios Julio Valdeón Baruque, José Luis Barrigón, Inocencio García Velasco, Tomás Ramón Fernández, Justino Duque, Fernando Manero y Lorenzo López Trigal; los juristas Manuel Conde del Río y José Castro Rabadán; los médicos Fernando Moráis y Carlos Ortega Matilla; los escritores Agustín Delgado, Luis Martín Santos, Virgilio Mazuela y Andrés Sorel; los periodistas César Alonso de los Ríos, Félix Santos y Fernando Altés Bustelo; los ecologistas Ricardo Armbruster y Rafael Álvarez-Taladriz, el editor Santiago García; el librero Manuel Cambronero; el pintor Manuel Jular; el escultor Antonio Ruiz; el arquitecto Carlos Turiño; o el filólogo y técnico en turismo José Manuel García-Verdugo, que años después fue nombrado Presidente del Consejo General de Castilla y León (1981-1983), el ente preautonómico regional.
En sus inicios el Instituto contó con el apoyo del escritor vallisoletano Miguel Delibes, que participó en la reunión constituyente que se celebró en Lerma en enero de 1976. El escritor berciano Luis López Álvarez, autor del poema Los comuneros, también colaboró habitualmente en actividades del Instituto Regional.
Algunos de los miembros iniciales del Instituto Regional Castellano-Leonés eran a su vez militantes de partidos políticos. Es el caso de Doris Benegas (Movimiento Comunista de Castilla y León), César de Prada Moraga (PCE), Roberto Fernández de la Reguera (Izquierda Democrática), Eduardo Moreno Díez (UCD) o Demetrio Madrid López (PSOE), que posteriormente fue el primer Presidente de la Junta de Castilla y León (1983-1986).

## Actividad
El Instituto Regional Castellano-Leonés fue el impulsor, en el mes de abril de 1976, de la primera concentración autonomista de Villalar de los Comuneros (Valladolid) que, pese a la prohibición gubernativa, convocó a más de 400 personas que posteriormente fueron disueltas por la Guardia Civil. Un año después, en 1977, el Instituto Regional hizo la convocatoria de Villalar conjuntamente con la Alianza Regional de Castilla y León. Ese año el Día de Castilla y León sí fue autorizado y en los actos participaron cerca de 20.000 personas.
En sus años de actividad y con el fin de difundir la identidad regional, el Instituto promovió manifestaciones, actos culturales, debates, ciclos de conferencias, festivales folklóricos, muestras de artistas plásticos, así como las denominadas andanzas excursionistas, dirigidas al conocimiento y divulgación de los valores de la región. Asimismo, sus campañas contribuyeron a impulsar las movilizaciones antinucleares, la defensa del medio ambiente y del patrimonio cultural y el apoyo a los movimientos alternativos de renovación pedagógica.
Con la llegada de las primeras elecciones democráticas del 15 de junio de 1977 y la publicación un año después del Real Decreto Ley 20/1978, de 13 de junio, que aprobaba el régimen Preautonómico, la actividad del Instituto Regional fue disminuyendo. En su seno se produjeron crisis internas fruto de la pugna entre diferentes sectores que pretendían el control de la organización. Finalmente una parte de sus miembros abandonaron el Instituto y se incorporaron a los distintos partidos políticos, fundamentalmente de izquierda y centro-izquierda.  
En el Instituto Regional Castellano-Leonés se generó un debate interno en torno al proyecto de crear un Partido Democrático Regionalista. Más tarde surgió la candidatura independiente que, liderada por el profesor José Luis Martín Rodríguez y con un claro programa regionalista, concurrió al Senado por la provincia de Salamanca en las elecciones generales del 1 de marzo de 1979. Dicha candidatura obtuvo el 9'5 % de los votos de la circunscripción electoral.
Posteriormente y de cara a las primeras elecciones municipales del 3 de abril de 1979, la sección salmantina del Instituto Regional Castellano-Leonés asesoró y apoyó a las candidaturas progresistas independientes que habían surgido en numerosos municipios, en un intento de aglutinar y generar una propuesta regionalista de izquierdas.